# Campionati europei di trampolino elastico 2000
I Campionati europei di trampolino elastico 2000 sono stati la 17ª edizione della competizione organizzata dalla Unione Europea di Ginnastica. Si sono svolti a Eindhoven, nei Paesi Bassi, nell'ottobre 2000.

## Medagliere
| Posiz. | Nazione     | Oro | Argento | Bronzo | Totale |
| ------ | ----------- | --- | ------- | ------ | ------ |
| 1      | Russia      | 7   | 1       | 1      | 9      |
| 2      | Francia     | 2   | 1       | 2      | 5      |
| 3      | Portogallo  | 2   | 1       | 0      | 3      |
| 4      | Bielorussia | 1   | 2       | 2      | 5      |
| 5      | Belgio      | 1   | 0       | 0      | 1      |
| 5      | Slovacchia  | 1   | 0       | 0      | 1      |
| 7      | Germania    | 0   | 5       | 1      | 6      |
| 8      | Ucraina     | 0   | 2       | 2      | 4      |
| 9      | Regno Unito | 0   | 1       | 3      | 4      |
| 10     | Bulgaria    | 0   | 1       | 2      | 3      |
| 11     | Moldavia    | 0   | 0       | 1      | 1      |
| Totale | Totale      | 14  | 14      | 14     | 42     |

## Podi

### Uomini
| Evento                | Oro                                                                        | Argento                                                                     | Bronzo                                                                    |
| Trampolino            | German Khnytchev                                                           | David Martin                                                                | Vladimir Kakorko                                                          |
| Double mini           | Nuno Merino                                                                | Uwe Marquardt                                                               | Vladimir Cojoc                                                            |
| Tumbling              | Levon Petrosian                                                            | Ruslan Gruzda                                                               | Andriy Kozlenko                                                           |
| Sincronizzato         | Russia German Khnytchev Aleksandr Moskalenko                               | Germania Stefan Reithofer Michael Serth                                     | Regno Unito Simon Milnes Mark Alexander                                   |
| Trampolino a squadre  | Francia Mickaël Jala Guillaume Bourgeon David Martin Emmanuel Durand       | Bielorussia Ruslan Kashperko Vladimir Kakorko Euvgeni Beliaev Nikolai Kazak | Regno Unito Mark Alexander Paull Smyth Simon Milnes Lee Brearley          |
| Double mini a squadre | Russia                                                                     | Francia                                                                     | Bielorussia                                                               |
| Tumbling a squadre    | Russia Denis Serdioukov Alexei Batienko Alexei Kryjanovski Levon Petrosian | Regno Unito Richard Barker Ross Gibson Robert Proctor Robert Small          | Francia Gael Manry Christopher Gigou Alexandre Dechanet Nicolas Fournials |

### Donne
| Evento                | Oro                                                                           | Argento                                                                            | Bronzo                                                                            |
| Trampolino            | Irina Karavaeva                                                               | Anna Dogonadze                                                                     | Oksana Tsyguleva                                                                  |
| Double mini           | Katarina Prokesova                                                            | Teodora Sinilkova                                                                  | Antonia Ivanova                                                                   |
| Tumbling              | Elena Bloujina                                                                | Natalia Rakhmanova                                                                 | Chrystel Robert                                                                   |
| Sincronizzato         | Bielorussia Galina Lebedeva Natalia Karpenkova                                | Germania Tina Ludwig Anna Dogonadze                                                | Regno Unito Claire Wright Kirsten Lawton                                          |
| Trampolino a squadre  | Russia Irina Vassilieva Natalia Kolesnikova Natalia Tchernova Irina Karavaeva | Bielorussia Galina Lebedeva Tatiana Petrenia Luidmila Padasenko Natalia Karpenkova | Germania Irmgard Erl Nicole Maintz Anna Dogonadze Tina Ludwig                     |
| Double mini a squadre | Belgio                                                                        | Portogallo                                                                         | Bulgaria                                                                          |
| Tumbling a squadre    | Francia Marion Limbach Mariama N'Dour Melanie Avisse Chrystel Robert          | Ucraina Krystina Zheleznyak Oksana Vstretentseva Tetyana Zhovtopup Olena Dribna    | Bielorussia Marina Vachkevich Anna Pozniakova Ekaterina Kuzenkova Natalia Ziukina |